# Flores del Trópico
Flores del Trópico es una localidad del municipio de Centro ubicado en la subregión centro del estado mexicano de Tabasco.

## Geografía
La localidad de Flores del Trópico se sitúa en las coordenadas geográficas 18°00′19″N 92°58′26″O / 18.005278, -92.973889, a una elevación de 6 metros sobre el nivel del mar.

## Demografía
Según el Conteo de Población y Vivienda 2020, efectuado por el Instituto Nacional de Estadística y Geografía, la localidad de Flores del Trópico tiene 477 habitantes, de los cuales 215 son del sexo masculino y 262 del sexo femenino. Su tasa de fecundidad es de 2.28 hijos por mujer y tiene 125 viviendas particulares habitadas.
| Gráfica de evolución demográfica de Flores del Trópico entre 2000 y 2020 |
|                                                                          |
| INEGI.                                                                   |